# Nederlandse Kampeerauto Club
De Nederlandse Kampeerauto Club (NKC), is een Nederlandse vereniging voor bezitters van kampeerauto's die is opgericht in 1976. De NKC telde in 2023 bijna 65.000 leden, waarvan 420 vrijwilligers. De vereniging is gevestigd in Soesterberg en heeft 68 werknemers.

## Geschiedenis
Op advies van de ANWB startte een groep zelfbouwers van kampeerwagens in 1976 in de omgeving van Scherpenzeel een eigen club. Samen een hobby uitoefenen, kennis en ervaring uitwisselen en daarbij de passie van het bouwen, de camper en het reizen delen. Aanwas van nog meer zelfbouwers zorgde voor een behoefte aan een eigen werkplaats en die werd gevonden in Soesterberg. Men noemde het toen Techno Centrum NKC. 

In 1992 zorgde de vereniging, na uitgebreide contacten met de ANWB, BOVAG en KEMA, voor de invoering van een eigen keurmerk voor kampeerautobedrijven. Dit keurmerk wordt niet meer gevoerd. Op dat moment telde de vereniging 6000 leden.

## Organisatie
De vereniging kent een gekozen ledenraad bestaande uit 21 leden, welke fungeert als de algemene ledenvergadering. De ledenraad is samengesteld uit leden vanuit de verschillende regio’s. Daarnaast kent de NKC een raad van toezicht bestaande uit vijf professionals. 
 De vereniging brengt negen keer per jaar een eigen blad uit (Kampeerauto magazine), organiseert reizen en evenementen, verzekert campers en adviseert op gebied van camperplaatsontwikkelingen en campertechniek.

## Weet wat je Weegt
De NKC heeft in 2019 de actie Weet wat je Weegt georganiseerd. Camperbezitters konden de camper laten wegen ter controle van het voertuiggewicht. Het doel was overbelading van campers te beperken of voorkomen.

## Campercontact
In 2015 is een app en website Campercontact ontwikkeld. Dit platform geeft een overzicht van 50.000 campings, camperplaatsen en onderhoudsbedrijven die door camperaars zijn verzameld. Gebruikers kunnen naast het beoordelen van locaties, ook wijzigingen en foto's insturen.

## Kampeerauto van het jaar
Jaarlijks kiest een NKC-vakjury per categorie drie campers welke genomineerd worden voor de titel Kampeerauto van het jaar. Vervolgens stemt het publiek op hun favoriet.